# Petr Hladík
Petr Hladík (ur. 28 września 1984 w m. Osová Bítýška) – czeski polityk, informatyk i samorządowiec, od 2023 minister środowiska.

## Życiorys
Absolwent wydziału informatycznego Uniwersytetu Masaryka, na którym uzyskał magisterium. Pracował w branży IT, zajmował się projektami dotyczącymi zarządzania bezpieczeństwem i jakością. W 2010 wstąpił do KDU-ČSL. Współtworzył nową organizację młodzieżową tej partii pod nazwą Mladí lidovci, kierował nią w latach 2012–2015. W 2014 po raz pierwszy wybrany na radnego w Brnie, uzyskiwał reelekcję na kolejne kadencje. Od 2015 do 2016 był zastępcą burmistrza okręgu Brno-sever. W 2016 został pierwszym zastępcą prezydenta Brna, funkcję tę pełnił do 2022. W 2019 objął stanowisko zastępcy przewodniczącego swojej formacji.
W październiku 2022 partia KDU-ČSL wysunęła go jako kandydata na ministra środowiska w miejsce ustępującej Anny Hubáčkovej. Nominacja została wstrzymana w związku z dochodzeniem dotyczącym nadużyć przy przydziale mieszkań, w ramach którego m.in. przeszukano biuro Petra Hladíka. Politykowi nie przedstawiono żadnych zarzutów, premier Petr Fiala zatwierdził jego kandydaturę, prezydent Miloš Zeman odmówił jednak powołania go na tę funkcję. W styczniu 2023 Petr Hladík objął stanowisko wiceministra środowiska. W marcu tegoż roku nowo zaprzysiężony prezydent Petr Pavel mianował go ministrem środowiska w rządzie Petra Fiali.